# Yūki Itō (Cellist)
Yūki Itō (jap. 伊藤 悠貴, Itō Yūki) ist ein klassischer Cellist aus Japan.

## Biografie
Itō feierte sein internationales Debüt als Solocellist in einer Aufführung von Antonín Dvořáks Cellokonzert durch das Philharmonia Orchestra London im Windsor Castle. Seitdem ist er unter anderem mit dem Seiji Ozawa Festival Ensemble (Saito Kinen Orchestra Mitglieder), dem Tokyo Symphony Orchestra und dem Osaka Philharmonic Orchestra sowie Künstlern wie Seiji Ozawa, Vladimir Ashkenazy, David Geringas und Julian Lloyd Webber aufgetreten.
Sein Debüt-Album "Sergei Rachmaninov Complete Cello Works" mit dem Pianisten Sofya Gulyak wurde im Oktober 2012 veröffentlicht.
Im Jahr 2016 gab er ein Konzert zum 120. Jahrestag der Geburt des japanischen Autors Kenji Miyazawa, zum Gedenken für die weltweite Ausstrahlung von NHK Japan.

## Diskografie
- Sergei Rachmaninov – Complete Cello Works (2012)
- The Romantic – Great Cello Works (2017/ Sony Music Entertainment)